# ديانا فيرو فرنسيس
ديانا فيرو فرنسيس (بالإنجليزية: Diana Pharaoh Francis)‏ (1900)؛ روائية أمريكية.